# Curryville (Missouri)
Pour les articles homonymes, voir Curryville.
Curryville est une ville du comté de Pike, dans le Missouri, aux États-Unis,. Située à l'ouest du comté, elle est fondée en 1866 et incorporée en 1874.

## Démographie
Lors du recensement de 2010, la ville comptait une population de 225 habitants. Elle est estimée, en 2016, à 227 habitants.